# Gołymin-Północ
Gołymin-Północ (prononciation : [ɡɔˈwɨmin ˈpuu̯nɔt͡s]) est un village polonais de la gmina de Gołymin-Ośrodek dans le powiat de Ciechanów de la voïvodie de Mazovie dans le centre-est de la Pologne.
Il se situe à environ 2 kilomètres au nord-est de Gołymin-Ośrodek (siège de la gmina), 18 kilomètres à l'est de Ciechanów (siège du powiat) et à 68 kilomètres au nord de Varsovie (capitale de la Pologne).

## Histoire
De 1975 à 1998, le village appartenait administrativement à la voïvodie de Ciechanów.